# Pilot (Zlatá sedmdesátá)

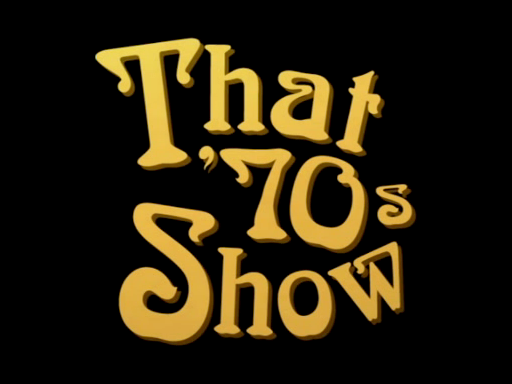

Pilot (v anglickém originále That '70s Pilot) je první díl seriálu Zlatá sedmdesátá. Poprvé byl v USA odvysílán 23. srpna 1998 na stanici Fox, v ČR měl premiéru 4. ledna 2010 na stanici HBO. Jako v každém dílu seriálu zazněla ústřední píseň Out The Street od Cheap Trick, kterou zpívají teenageři v Ericově autě. Epizoda trvala 24 minut, během kterých se představili všechny hlavní postavy seriálu. Tato epizoda je jedinou epizodou, kterou nerežíroval David Trainer.
Následující epizoda → Erikovy narozeniny

## Děj
Je květnové odpoledne roku 1976. Eric dostal od svého otce Reda auto Oldsmobile Vista Cruiser 1969. Tím se samozřejmě musel pochlubit svým přátelům u sebe doma ve sklepě, kde se parta pravidelně scházela. Parta chtěla využít příležitosti a tak se vydali na koncert mimo město, kam zakázal Red Ericovi jezdit. Po cestě se jim však auto porouchalo a navíc jim cestu znepříjemňovala Kelsova ukecaná holka Jackie.
Jackie s Kelsem nakonec na koncert nejeli, protože museli dát své lístky automechanikovi, který jim za ně dal novou baterii do Vista Cruiseru. Kelso z toho ale vyšel dobře. Parta totiž určila, aby jeden z lístků, který mají dát automechanikovi byl lístek Jackie, protože byla nadmíru otravná. Jako druhého určili Kelsa, protože on ji na ten koncert vzal s nimi, i když ji tam nikdo kromě něj nechtěl. Kelso ale Jackie lhal; řekl jí, že se lístku dobrovolně vzdal, protože chtěl být s ní.
Když se všichni vrátili z koncertu, Eric s Donnou leželi před garáží na kapotě Vista Cruiseru a povídali. Donna pak odešla domů, ale v půlce cesty se otočila a šla dát Ericovi pusu. Tím začal jejich vztah.